# فهرست جایزه‌ها و نامزدی‌های جسیکا چستین
جسیکا چستین بازیگر آمریکایی است که در سینما، تلویزیون و تئاتر نقش‌آفرینی کرده‌است. زمانی که او در مدرسه جولیارد دانشجوی سال آخر بود، با جان ولز، تهیه‌کنندهٔ تلویزیون، قرارداد حفظ استعداد بست. از سال ۲۰۰۴ تا ۲۰۱۰ میلادی او به بازی در نقش‌های مهمان در چندین مجموعهٔ تلویزیونی پرداخت، از جمله در بخش فوریت‌های پزشکی، ورونیکا مارس و نظم و قانون: دادگاه با هیئت منصفه. او همچنین در این سال‌ها در تئاتر هم ایفای نقش کرد، از جمله در سال ۲۰۰۴ که در کنار میشل ویلیامز در تئاتر باغ آلبالو بازی کرد، و در سال ۲۰۰۶ که در تئاتر سالومه مقابل آل پاچینو نقش آفرید. در سال ۲۰۰۸ میلادی چستین اولین نقش سینمایی‌اش را در فیلم جولین اجرا کرد؛ این فیلم بر اساس داستان کوتاهی از ئی. ال. دکتروف به همین نام است که خود الهام‌گرفته از ترانهٔ «جولین» اثر معروف دالی پارتن است. او همچنین در سال ۲۰۰۹ نقشی کوتاه در فیلم دزدیده شده بازی کرد که یک فیلم مهیج بود. سال بعدش نیز او در فیلم بدهی نقش جوانیِ شخصیت اول فیلم را ایفا کرد؛ در قسمتی از فیلم که دورهٔ سالمندی این شخصیت به تصویر کشیده می‌شد هلن میرن این نقش را بازی می‌کرد.
سال ۲۰۱۱ با پیشرفتی چشمگیر برای چستین همراه بود. در این سال شش فیلم با بازیِ او به نمایش درآمد، از جمله فیلم درخت زندگی که در آن چستین کنار برد پیت بازی کرد، و فیلم خدمتکاران که اقتباسی است از رمانی به همین نام اثر کاترین استاکت. بابت بازی در فیلم خدمتکاران چستین برای اولین بار نامزد جایزه اسکار شد (در بخش جایزه اسکار بهترین بازیگر نقش مکمل زن). در سال ۲۰۱۲ او در فیلم ماداگاسکار ۳: تحت تعقیب‌ترین‌های اروپا صداپیشگی کرد؛ این فیلم با موفقیت مالی خوبی روبه‌رو شد و بیش از ۷۴۷ میلیون دلار فروش رفت. او همچنین در فیلم سی دقیقه پس از نیمه‌شب اثر کاترین بیگلو که اقتباسی نیمه‌واقعی از داستان جستجو برای دستگیری اسامه بن لادن بود نقش یک تحلیلگر سازمان سیا را بازی کرد که برایش نامزدی جایزه اسکار بهترین بازیگر نقش اول زن را به ارمغان آورد.
در سال ۲۰۱۲ چستین همچنین اولین اجرایش را در تئاتر برادوی تجربه کرد؛ او در نمایش وارثه نقش یک دختر ساده‌لوح را بازی کرد که به یک زن قدرتمند تبدیل می‌شد. در سال ۲۰۱۳ میلادی چستین در فیلم ترسناک ماما نقش آفرینی کرد و سپس در فیلم درام سه‌قسمتیِ گم شدن الانور ریگبی اثر ند بنسون نقش زنی که در یک ازدواج ناموفق بود را بازی کرد. سال بعد چستین در فیلم پرفروش میان‌ستاره‌ای اثر کریستوفر نولان و سال بعدش در فیلم مریخی بازی کرد که هر کدامشان بیشتر از ۶۰۰ میلیون دلار در سطح جهان فروش داشتند. در سال ۲۰۱۶ چستین نقش اصلی فیلم دوشیزه اسلون را بازی کرد و سال بعدش در فیلم‌های همسر نگهبان باغ وحش و بازیِ مالی نقش آفرید.

## جوایز بین‌المللی اکتا
جایزه اکتا سالانه توسط آکادمی هنرهای سینمایی و تلویزیونی استرالیا و برای ارج نهادن به دستاوردهای صنعت فیلم و تلویزیون اهدا می‌شود.
| سال  | اثر نامزدشده          | دسته                      | نتیجه    | منبع   |
| ---- | --------------------- | ------------------------- | -------- | ------ |
| ۲۰۱۲ | سی دقیقه پس از نیمه‌شب | بهترین بازیگر نقش مکمل زن | نامزدشده | [ ۱۸ ] |

## جوایز اسکار
جوایز اسکار مجموعه‌ای از جوایز هستند که توسط آکادمی علوم و هنرهای سینما به صورت سالانه برای تعالی دستاوردهای سینمایی اعطا می‌شوند.
| سال  | اثر نامزدشده          | دسته                      | نتیجه    | منبع   |
| ---- | --------------------- | ------------------------- | -------- | ------ |
| ۲۰۱۲ | خدمتکاران             | بهترین بازیگر نقش مکمل زن | نامزدشده | [ ۲۰ ] |
| ۲۰۱۳ | سی دقیقه پس از نیمه‌شب | بهترین بازیگر نقش اول زن  | نامزدشده | [ ۲۱ ] |
| ۲۰۲۱ | چشم‌های تامی فی        | بهترین بازیگر نقش اول زن  | پیروز    | [ ۲۲ ] |

## جایزه بلک ریل
جایزه بلک ریل توسط بنیادی به همین نام برای تقویت آفریقایی-آمریکایی‌ها در سینما اهدا می‌شود.
| سال  | اثر نامزدشده          | دسته                 | نتیجه | منبع   |
| ---- | --------------------- | -------------------- | ----- | ------ |
| ۲۰۱۲ | سی دقیقه پس از نیمه‌شب | بهترین گروه بازیگران | برنده | [ ۲۴ ] |

## جوایز بفتا
جوایز فیلم بفتا یک مجموعه جایزه سالانه است که توسط بفتا اهدا می‌شود.
| سال  | اثر نامزدشده          | دسته                      | نتیجه    | منبع   |
| ---- | --------------------- | ------------------------- | -------- | ------ |
| ۲۰۱۲ | خدمتکاران             | بهترین بازیگر نقش مکمل زن | نامزدشده | [ ۲۶ ] |
| ۲۰۱۳ | سی دقیقه پس از نیمه‌شب | بهترین بازیگر نقش اول زن  | نامزدشده | [ ۲۷ ] |

## جایزه گزینش منتقدان فیلم
جایزه گزینش منتقدان فیلم از سال ۱۹۹۵ به صورت سالانه توسط انجمن منتقدان پخش فیلم برای بزرگداشت دستاوردهای برجسته در صنعت سینما اهدا می‌شود.
| سال            | اثر نامزدشده                                                   | دسته                      | نتیجه     | منبع   |
| -------------- | -------------------------------------------------------------- | ------------------------- | --------- | ------ |
| ۲۰۱۲           | کمک                                                            | بهترین بازیگر نقش مکمل زن | نامزدشده  | [ ۲۹ ] |
| ۲۰۱۲           | کمک                                                            | بهترین گروه بازیگران      | برنده     | [ ۲۹ ] |
| ۲۰۱۳           | سی دقیقه پس از نیمه‌شب                                          | بهترین بازیگر زن          | برنده     | [ ۳۰ ] |
| ۲۰۱۵           | سال بیشتر خشونت                                                | بهترین بازیگر نقش مکمل زن | نامزدشده  | [ ۳۱ ] |
| ۲۰۱۸           | بازی مالی                                                      | بهترین بازیگر زن          | نامزدشده  | [ ۳۲ ] |
| دسته غیررقابتی |                                                                |                           |           |        |
| ۲۰۱۵           | گم شدن الانور ریگبی، میان‌ستاره‌ای، خانم جولی و یک سال بسیار خشن | بازیگر برتر منتخب منتقدان | تقدیر شده | [ ۳۱ ] |

## جشنواره فیلم آمریکایی دوویل
جشنواره فیلم آمریکایی دوویل که در دوویل فرانسه برگزار می‌شود و به سینمای آمریکا اختصاص دارد.
| سال  | اثر نامزدشده و هنرمند                               | دسته               | نتیجه | منبع   |
| ---- | --------------------------------------------------- | ------------------ | ----- | ------ |
| ۲۰۱۱ | کوریولانوس، بدهی، خدمتکاران، پناه بگیر و درخت زندگی | جایزه هالیوود جدید | برنده | [ ۳۵ ] |
| ۲۰۱۲ | جسیکا چستین                                         | بزرگداشت حرفه‌ای    | برنده | [ ۳۵ ] |

## جوایز دوریان
جوایز دوریان ارائه شده توسط انجمن منتقدان گی و لزبین حوزه سینما، تئاتر و موسیقی به فیلم‌های مربوط به دگرباشان جنسی اهدا می‌شود.
| سال  | اثر نامزدشده          | دسته                                | نتیجه    | منبع   |
| ---- | --------------------- | ----------------------------------- | -------- | ------ |
| ۲۰۱۲ | جسیکا چستین           | جایزهٔ اشتیاق برای ستارهٔ در حال طلوع | نامزدشده | [ ۳۷ ] |
| ۲۰۱۲ | سی دقیقه پس از نیمه‌شب | بهترین بازیگر فیلم سال              | نامزدشده | [ ۳۷ ] |

## جایزه امپایر
جایزه امپایر سالانه و برای بزرگداشت دستاوردهای سینمایی اهدا می‌شود.
| سال  | اثر نامزدشده          | دسته             | نتیجه    | منبع   |
| ---- | --------------------- | ---------------- | -------- | ------ |
| ۲۰۱۳ | سی دقیقه پس از نیمه‌شب | بهترین بازیگر زن | نامزدشده | [ ۳۹ ] |

## جایزه اره‌برقی فانگوریا
این جایزه برای بزرگداشت فیلم‌های ترسناک و هیجان‌انگیز اهدا می‌شود.
| سال  | اثر نامزدشده     | دسته                      | نتیجه | منبع   |
| ---- | ---------------- | ------------------------- | ----- | ------ |
| ۲۰۱۶ | قله‌ای به رنگ خون | بهترین بازیگر نقش مکمل زن | برنده | [ ۴۱ ] |

## جوایز گلدن گلوب
جایزه گلدن گلوب توسط اعضای انجمن مطبوعات خارجی هالیوود برای بزرگداشت پیشرفت‌ها در فیلم‌ها و برنامه‌های تلویزیونی داخلی و خارجی اهدا می‌شود.
| سال  | اثر نامزدشده          | دسته                                           | نتیجه    | منبع   |
| ---- | --------------------- | ---------------------------------------------- | -------- | ------ |
| ۲۰۱۲ | خدمتکاران             | بهترین بازیگر نقش مکمل زن                      | نامزدشده | [ ۴۳ ] |
| ۲۰۱۳ | سی دقیقه پس از نیمه‌شب | بهترین بازیگر زن فیلم درام                     | برنده    | [ ۴۴ ] |
| ۲۰۱۵ | یک سال بسیار خشن      | بهترین بازیگر نقش مکمل زن                      | نامزدشده | [ ۴۵ ] |
| ۲۰۱۷ | دوشیزه اسلون          | بهترین بازیگر زن فیلم درام                     | نامزدشده | [ ۴۶ ] |
| ۲۰۱۸ | بازی مالی             | بهترین بازیگر زن فیلم درام                     | نامزدشده | [ ۴۷ ] |
| ۲۰۲۲ | چشم‌های تامی فی        | بهترین بازیگر زن فیلم درام                     | نامزدشده | [ ۴۸ ] |
| ۲۰۲۲ | صحنه‌هایی از یک ازدواج | بهترین بازیگر زن – مینی‌سریال یا فیلم تلویزیونی | نامزدشده | [ ۴۸ ] |
| ۲۰۲۳ | جرج و تمی             | بهترین بازیگر زن – مینی‌سریال یا فیلم تلویزیونی | نامزدشده | [ ۴۹ ] |

## جوایز گاتهام
جوایز گاتهام توسط پروژه فیلم‌سازان مستقل هر ساله به سازندگان فیلم‌های مستقل اهدا می‌شود.
| سال  | اثر نامزدشده | دسته                 | نتیجه    | منبع   |
| ---- | ------------ | -------------------- | -------- | ------ |
| ۲۰۱۱ | پناه بگیر    | بهترین گروه بازیگران | نامزدشده | [ ۵۱ ] |

## جشنواره فیلم هالیوود
جشنواره فیلم هالیوود هر سال جوایزی را به استعدادهای صنعت فیلم اهدا می‌کند.
| سال  | اثر نامزدشده                                           | دسته                     | نتیجه | منبع   |
| ---- | ------------------------------------------------------ | ------------------------ | ----- | ------ |
| ۲۰۱۱ | خدمتکاران                                              | بهترین گروه بازیگران سال | برنده | [ ۵۳ ] |
| ۲۰۱۱ | پناه بگیر / درخت زندگی / خدمتکاران / بدهی / کوریولانوس | بازیگر سال               | برنده | [ ۵۳ ] |

## جایزه ایندیپندنت اسپیریت
جایزه ایندیپندنت اسپیریت سالانه به بهترین فیلم‌های مستقل اعطا می‌شود.
| سال  | اثر نامزدشده     | دسته                           | نتیجه    | منبع   |
| ---- | ---------------- | ------------------------------ | -------- | ------ |
| ۲۰۱۱ | پناه بگیر        | بهترین بازیگر نقش مکمل زن      | نامزدشده | [ ۵۳ ] |
| ۲۰۱۴ | یک سال بسیار خشن | بهترین بازیگر نقش مکمل از زنان | نامزدشده | [ ۵۳ ] |

## جایزه فیلم و تلویزیون ایرلندی
ارائه شده توسط جایزه فیلم و تلویزیون ایرلندی.
| سال  | اثر نامزدشده | دسته                | نتیجه    | منبع   |
| ---- | ------------ | ------------------- | -------- | ------ |
| ۲۰۱۵ | خانم جولی    | بازیگر زن بین‌المللی | نامزدشده | [ ۵۶ ] |

## جایزه سینمایی و تلویزیونی ام‌تی‌وی
جایزه سینمایی و تلویزیونی ام‌تی‌وی سالانه توسط ام‌تی‌وی به دستاوردهای برجسته در فیلم اهدا می‌شود. این جایزه از سال ۱۹۹۲ اهدا می‌شود و انتخاب برندگان توسط مخاطبان انجام می‌شود.
| سال  | اثر نامزدشده          | دسته                     | نتیجه    | منبع   |
| ---- | --------------------- | ------------------------ | -------- | ------ |
| ۲۰۱۲ | خدمتکاران             | بهترین بازیگران          | نامزدشده | [ ۵۸ ] |
| ۲۰۱۲ | سی دقیقه پس از نیمه‌شب | بهترین اجرای فیلم ترسناک | نامزدشده | [ ۵۸ ] |
| ۲۰۱۴ | ماما                  | بهترین اجرای فیلم ترسناک | نامزدشده | [ ۵۹ ] |

## هیئت ملی بازبینی فیلم
هیئت ملی بازبینی فیلم در سال ۱۹۰۹ در شهر نیویورک برپا شد تا به «فیلم‌های داخلی و خارجی هم از دید هنر و هم از دید سرگرمی» جایزه‌هایی بدهد.
| سال  | اثر نامزدشده          | دسته                      | نتیجه | منبع   |
| ---- | --------------------- | ------------------------- | ----- | ------ |
| ۲۰۱۱ | خدمتکاران             | بهترین بازیگران           | برنده | [ ۵۳ ] |
| ۲۰۱۲ | سی دقیقه پس از نیمه‌شب | بهترین بازیگر زن          | برنده | [ ۵۳ ] |
| ۲۰۱۴ | یک سال بسیار خشن      | بهترین بازیگر نقش مکمل زن | برنده | [ ۵۳ ] |

## جشنواره بین‌المللی فیلم پام اسپرینگز
جشنواره بین‌المللی فیلم پام اسپرینگز همه ساله در ماه ژانویه، در شهر پام اسپرینگزِ ایالت کالیفرنیا، در کشور آمریکا برگزار می‌شود.
| سال  | اثر نامزدشده                                           | دسته       | نتیجه | منبع   |
| ---- | ------------------------------------------------------ | ---------- | ----- | ------ |
| ۲۰۱۱ | پناه بگیر / درخت زندگی / خدمتکاران / بدهی / کوریولانوس | جایزه ویژه | برنده | [ ۶۲ ] |
| ۲۰۱۸ | بازی مالی                                              | جایزهٔ رئیس | برنده | [ ۶۳ ] |

## جایزه ستلایت
جایزه ستلایت مجموعه‌ای از جوایز سالانه است که توسط آکادمی بین‌المللی مطبوعات اهدا می‌شود.
| سال  | اثر نامزدشده          | دسته                      | نتیجه    | منبع   |
| ---- | --------------------- | ------------------------- | -------- | ------ |
| ۲۰۱۱ | درخت زندگی            | بهترین بازیگر نقش مکمل زن | برنده    | [ ۶۵ ] |
| ۲۰۱۱ | خدمتکاران             | بهترین گروه بازیگران      | برنده    | [ ۶۵ ] |
| ۲۰۱۲ | سی دقیقه پس از نیمه‌شب | بهترین بازیگر زن          | نامزدشده | [ ۶۶ ] |
| ۲۰۱۸ | بازی مالی             | بهترین بازیگر زن          | نامزدشده | [ ۶۷ ] |

## جایزه ساترن
جایزه ساترن سالانه توسط آکادمی فیلم‌های علمی-تخیلی، فانتزی و ترسناک اهدا می‌شود.
| سال  | اثر نامزدشده          | دسته                      | نتیجه    | منبع   |
| ---- | --------------------- | ------------------------- | -------- | ------ |
| ۲۰۱۲ | پناه بگیر             | بهترین بازیگر نقش اول زن  | نامزدشده | [ ۶۹ ] |
| ۲۰۱۳ | سی دقیقه پس از نیمه‌شب | بهترین بازیگر نقش اول زن  | نامزدشده | [ ۷۰ ] |
| ۲۰۱۵ | میان‌ستاره‌ای           | بهترین بازیگر نقش مکمل زن | نامزدشده | [ ۷۱ ] |
| ۲۰۱۶ | مریخی                 | بهترین بازیگر نقش اول زن  | نامزدشده | [ ۷۲ ] |
| ۲۰۱۶ | قله‌ای به رنگ خون      | بهترین بازیگر نقش اول زن  | برنده    | [ ۷۳ ] |

## جایزه انجمن بازیگران فیلم
جایزه انجمن بازیگران فیلم توسط انجمنی به همین نام و با هدف بزرگداشت دستاوردهای برجسته در فیلم و تلویزیون اهدا می‌شود.
| سال  | اثر نامزدشده          | دسته                           | نتیجه    | منبع   |
| ---- | --------------------- | ------------------------------ | -------- | ------ |
| ۲۰۱۲ | خدمتکاران             | بهترین بازیگر نقش مکمل زن      | نامزدشده | [ ۷۵ ] |
| ۲۰۱۲ | خدمتکاران             | بهترین بازیگر                  | برنده    | [ ۷۵ ] |
| ۲۰۱۳ | سی دقیقه پس از نیمه‌شب | بهترین بازیگر نقش اول زن       | نامزدشده | [ ۷۶ ] |
| ۲۰۲۲ | چشم‌های تامی فی        | بهترین بازیگر نقش اول زن       | برنده    | [ ۷۷ ] |
| ۲۰۲۳ | جرج و تمی             | بهترین بازیگر زن در مینی سریال | نامزدشده | [ ۷۸ ] |

## جشنواره بین‌المللی فیلم سیاتل
جشنواره بین‌المللی فیلم سیاتل یک جشنواره بیست و پنج روزه است که در واشینگتن در شمال آمریکا برگزار می‌شود.
| سال  | اثر نامزدشده | دسته             | نتیجه | منبع   |
| ---- | ------------ | ---------------- | ----- | ------ |
| ۲۰۰۸ | جولین        | بهترین بازیگر زن | برنده | [ ۸۰ ] |

## جوایز برگزیده نوجوانان
جوایز برگزیده نوجوانان به‌طور سالانه توسط نوجوانان انتخاب و اهدا می‌شود و مراسم آن از شبکه فاکس پخش می‌شود.
| سال  | اثر نامزدشده | دسته                          | نتیجه    | منبع   |
| ---- | ------------ | ----------------------------- | -------- | ------ |
| ۲۰۱۶ | مریخی        | بازیگر زن منتخب: فیلم‌های درام | نامزدشده | [ ۸۲ ] |
| ۲۰۱۶ | جنگ زمستان   | فیلم منتخب: لب‌دوز             | نامزدشده | [ ۸۳ ] |

## جشنواره فیلم ونیز
جشنواره فیلم ونیز در سال ۱۹۳۲ برپا شده و قدیمی‌ترین جشنواره فیلم در جهان است.
| سال  | اثر نامزدشده | دسته       | نتیجه | منبع   |
| ---- | ------------ | ---------- | ----- | ------ |
| ۲۰۱۱ | درخت زندگی   | جایزه گوچی | برنده | [ ۸۵ ] |

## جوایز منتقدان

### جایزه اتحادیه زنان روزنامه‌نگار سینمایی
| جایزه اتحادیه زنان روزنامه‌نگار سینمایی | جایزه اتحادیه زنان روزنامه‌نگار سینمایی | جایزه اتحادیه زنان روزنامه‌نگار سینمایی       | جایزه اتحادیه زنان روزنامه‌نگار سینمایی | جایزه اتحادیه زنان روزنامه‌نگار سینمایی |
| سال                                    | اثر نامزدشده                           | دسته                                         | نتیجه                                  | منبع                                   |
| -------------------------------------- | -------------------------------------- | -------------------------------------------- | -------------------------------------- | -------------------------------------- |
| ۲۰۱۱                                   | خدمتکاران                              | بهترین بازیگر نقش مکمل زن                    | نامزدشده                               | [ ۸۶ ]                                 |
| ۲۰۱۱                                   | خدمتکاران                              | بهترین گروه بازیگران                         | نامزدشده                               | [ ۸۶ ]                                 |
| ۲۰۱۱                                   | درخت زندگی                             | بهترین عملکرد دستیابی به موفقیت              | نامزدشده                               | [ ۸۶ ]                                 |
| ۲۰۱۱                                   | —                                      | موفقیت‌های برجسته سال توسط یک زن در صنعت فیلم | برنده                                  | [ ۸۷ ]                                 |
| ۲۰۱۲                                   | سی دقیقه پس از نیمه‌شب                  | بهترین بازیگر زن                             | برنده                                  | [ ۸۸ ]                                 |
| ۲۰۱۲                                   | سی دقیقه پس از نیمه‌شب                  | جایزه زن برجسته                              | برنده                                  | [ ۸۸ ]                                 |
| ۲۰۱۲                                   | سی دقیقه پس از نیمه‌شب                  | جایزه لحظه فراموش نشدنی                      | برنده                                  | [ ۸۸ ]                                 |
| ۲۰۱۶                                   | دوشیزه اسلون                           | جایزه شجاعانه‌ترین اجرا                       | نامزدشده                               | [ ۸۹ ]                                 |

### انجمن منتقدان فیلم آستین
| جایزه انجمن منتقدان فیلم آستین | جایزه انجمن منتقدان فیلم آستین                                           | جایزه انجمن منتقدان فیلم آستین | جایزه انجمن منتقدان فیلم آستین | جایزه انجمن منتقدان فیلم آستین |
| سال                            | اثر نامزدشده                                                             | دسته                           | نتیجه                          | منبع                           |
| ------------------------------ | ------------------------------------------------------------------------ | ------------------------------ | ------------------------------ | ------------------------------ |
| ۲۰۱۱                           | پناه بگیر                                                                | بهترین بازیگر نقش مکمل زن      | برنده                          | [ ۹۰ ]                         |
| ۲۰۱۱                           | پناه بگیر / درخت زندگی / خدمتکاران / بدهی / کوریولانوس / قتلگاه‌های تگزاس | جایزهٔ پیشرفت بازیگری           | برنده                          | [ ۹۰ ]                         |

### انجمن منتقدان فیلم شیکاگو
| جایزه انجمن منتقدان فیلم شیکاگو | جایزه انجمن منتقدان فیلم شیکاگو | جایزه انجمن منتقدان فیلم شیکاگو | جایزه انجمن منتقدان فیلم شیکاگو | جایزه انجمن منتقدان فیلم شیکاگو |
| سال                             | اثر نامزدشده                    | دسته                            | نتیجه                           | منبع                            |
| ------------------------------- | ------------------------------- | ------------------------------- | ------------------------------- | ------------------------------- |
| ۲۰۱۱                            | درخت زندگی                      | بهترین بازیگر نقش مکمل زن       | برنده                           | [ ۹۱ ]                          |
| ۲۰۱۲                            | سی دقیقه پس از نیمه‌شب           | بهترین بازیگر زن                | برنده                           | [ ۹۲ ]                          |
| ۲۰۱۴                            | یک سال بسیار خشن                | بهترین بازیگر نقش مکمل زن       | نامزدشده                        | [ ۹۳ ]                          |

### انجمن منتقدان فیلم دالاس‌فورت وورث
| جایزه انجمن منتقدان فیلم دالاس‌فورت وورث | جایزه انجمن منتقدان فیلم دالاس‌فورت وورث | جایزه انجمن منتقدان فیلم دالاس‌فورت وورث | جایزه انجمن منتقدان فیلم دالاس‌فورت وورث | جایزه انجمن منتقدان فیلم دالاس‌فورت وورث |
| سال                                     | اثر نامزدشده                            | دسته                                    | نتیجه                                   | منبع                                    |
| --------------------------------------- | --------------------------------------- | --------------------------------------- | --------------------------------------- | --------------------------------------- |
| ۲۰۱۲                                    | سی دقیقه پس از نیمه‌شب                   | بهترین بازیگر زن                        | برنده                                   | [ ۹۴ ]                                  |
| ۲۰۱۴                                    | یک سال بسیار خشن                        | بهترین بازیگر نقش مکمل زن               | نامزدشده                                | [ ۹۵ ]                                  |

### انجمن منتقدان فیلم دیترویت
| جایزه انجمن منتقدان فیلم دیترویت | جایزه انجمن منتقدان فیلم دیترویت   | جایزه انجمن منتقدان فیلم دیترویت | جایزه انجمن منتقدان فیلم دیترویت | جایزه انجمن منتقدان فیلم دیترویت |
| سال                              | اثر نامزدشده                       | دسته                             | نتیجه                            | منبع                             |
| -------------------------------- | ---------------------------------- | -------------------------------- | -------------------------------- | -------------------------------- |
| ۲۰۱۱                             | پناه بگیر                          | بهترین بازیگر نقش مکمل زن        | نامزدشده                         | [ ۹۶ ] [ ۹۷ ]                    |
| ۲۰۱۱                             | خدمتکاران                          | بهترین گروه بازیگران             | نامزدشده                         | [ ۹۶ ] [ ۹۷ ]                    |
| ۲۰۱۱                             | پناه بگیر / درخت زندگی / خدمتکاران | دستیابی به موفقیت در اجرا        | برنده                            | [ ۹۶ ] [ ۹۷ ]                    |
| ۲۰۱۲                             | سی دقیقه پس از نیمه‌شب              | بهترین بازیگر زن                 | نامزدشده                         | [ ۹۸ ]                           |
| ۲۰۱۷                             | بازی مالی                          | بهترین بازیگر زن                 | نامزدشده                         | [ ۹۹ ]                           |

### حلقه منتقدان فیلم دوبلین
| جایزه حلقه منتقدان فیلم دوبلین | جایزه حلقه منتقدان فیلم دوبلین     | جایزه حلقه منتقدان فیلم دوبلین    | جایزه حلقه منتقدان فیلم دوبلین | جایزه حلقه منتقدان فیلم دوبلین |
| سال                            | اثر نامزدشده                       | دسته                              | نتیجه                          | منبع                           |
| ------------------------------ | ---------------------------------- | --------------------------------- | ------------------------------ | ------------------------------ |
| ۲۰۱۱                           | درخت زندگی                         | ۱۰ بازیگر برتر                    | برنده                          | [ ۱۰۰ ]                        |
| ۲۰۱۱                           | پناه بگیر / درخت زندگی / خدمتکاران | جایزه دستیابی به موفقیت بین‌المللی | برنده                          | [ ۱۰۰ ]                        |

### حلقه منتقدان فیلم فلوریدا
| جایزه حلقه منتقدان فیلم فلوریدا | جایزه حلقه منتقدان فیلم فلوریدا | جایزه حلقه منتقدان فیلم فلوریدا | جایزه حلقه منتقدان فیلم فلوریدا | جایزه حلقه منتقدان فیلم فلوریدا |
| سال                             | اثر نامزدشده                    | دسته                            | نتیجه                           | منبع                            |
| ------------------------------- | ------------------------------- | ------------------------------- | ------------------------------- | ------------------------------- |
| ۲۰۱۲                            | سی دقیقه پس از نیمه‌شب           | بهترین بازیگر زن                | برنده                           | [ ۱۰۱ ]                         |
| ۲۰۱۴                            | یک سال بسیار خشن                | بهترین بازیگر نقش مکمل زن       | نامزدشده                        | [ ۱۰۲ ]                         |

### جامعه منتقدان فیلم هیوستون
| جایزه جامعه منتقدان فیلم هیوستون | جایزه جامعه منتقدان فیلم هیوستون | جایزه جامعه منتقدان فیلم هیوستون | جایزه جامعه منتقدان فیلم هیوستون | جایزه جامعه منتقدان فیلم هیوستون |
| سال                              | اثر نامزدشده                     | دسته                             | نتیجه                            | منبع                             |
| -------------------------------- | -------------------------------- | -------------------------------- | -------------------------------- | -------------------------------- |
| ۲۰۱۱                             | خدمتکاران                        | بهترین بازیگر نقش مکمل زن        | نامزدشده                         | [ ۱۰۳ ]                          |
| ۲۰۱۲                             | سی دقیقه پس از نیمه‌شب            | بهترین بازیگر زن                 | نامزدشده                         | [ ۱۰۴ ]                          |
| ۲۰۱۴                             | یک سال بسیار خشن                 | بهترین بازیگر نقش مکمل زن        | نامزدشده                         | [ ۱۰۵ ]                          |

### حلقه منتقدان فیلم لندن
| انجمن منتقدان فیلم لندن | انجمن منتقدان فیلم لندن | انجمن منتقدان فیلم لندن | انجمن منتقدان فیلم لندن | انجمن منتقدان فیلم لندن |
| سال                     | اثر نامزدشده            | دسته                    | نتیجه                   | منبع                    |
| ----------------------- | ----------------------- | ----------------------- | ----------------------- | ----------------------- |
| ۲۰۱۱                    | خدمتکاران               | بازیگر نقش مکمل زن سال  | نامزدشده                | [ ۱۰۶ ]                 |
| ۲۰۱۲                    | سی دقیقه پس از نیمه‌شب   | بازیگر زن سال           | نامزدشده                | [ ۱۰۷ ]                 |
| ۲۰۱۴                    | یک سال بسیار خشن        | بازیگر نقش مکمل زن سال  | نامزدشده                | [ ۱۰۸ ]                 |

### انجمن منتقدان فیلم لس آنجلس
| جایزه انجمن منتقدان فیلم لس آنجلس | جایزه انجمن منتقدان فیلم لس آنجلس                                        | جایزه انجمن منتقدان فیلم لس آنجلس | جایزه انجمن منتقدان فیلم لس آنجلس | جایزه انجمن منتقدان فیلم لس آنجلس |
| سال                               | اثر نامزدشده                                                             | دسته                              | نتیجه                             | منبع                              |
| --------------------------------- | ------------------------------------------------------------------------ | --------------------------------- | --------------------------------- | --------------------------------- |
| ۲۰۱۱                              | پناه بگیر / درخت زندگی / خدمتکاران / بدهی / کوریولانوس / قتلگاه‌های تگزاس | بهترین بازیگر نقش مکمل زن         | برنده                             | [ ۱۰۹ ]                           |

### حلقه برخط منتقدان فیلم لس‌آنجلس
| جایزه حلقه برخط منتقدان فیلم برخط لس‌آنجلس | جایزه حلقه برخط منتقدان فیلم برخط لس‌آنجلس | جایزه حلقه برخط منتقدان فیلم برخط لس‌آنجلس | جایزه حلقه برخط منتقدان فیلم برخط لس‌آنجلس | جایزه حلقه برخط منتقدان فیلم برخط لس‌آنجلس |
| سال                                       | اثر نامزدشده                              | دسته                                      | نتیجه                                     | منبع                                      |
| ----------------------------------------- | ----------------------------------------- | ----------------------------------------- | ----------------------------------------- | ----------------------------------------- |
| ۲۰۱۷                                      | ———                                       | جایزه پیش‌گامان                            | برنده                                     | [ ۱۱۰ ]                                   |

### جامعه ملی منتقدان فیلم
| جوایز جامعه ملی منتقدان فیلم | جوایز جامعه ملی منتقدان فیلم       | جوایز جامعه ملی منتقدان فیلم | جوایز جامعه ملی منتقدان فیلم | جوایز جامعه ملی منتقدان فیلم |
| سال                          | اثر نامزدشده                       | دسته                         | نتیجه                        | منبع                         |
| ---------------------------- | ---------------------------------- | ---------------------------- | ---------------------------- | ---------------------------- |
| ۲۰۱۱                         | پناه بگیر / درخت زندگی / خدمتکاران | بهترین بازیگر نقش مکمل زن    | برنده                        | [ ۱۱۱ ]                      |
| ۲۰۱۲                         | سی دقیقه پس از نیمه‌شب              | بهترین بازیگر زن             | رتبه سوم                     | [ ۱۱۲ ]                      |

### حلقه منتقدان فیلم نیویورک
| جایزه حلقه منتقدان فیلم نیویورک | جایزه حلقه منتقدان فیلم نیویورک    | جایزه حلقه منتقدان فیلم نیویورک | جایزه حلقه منتقدان فیلم نیویورک | جایزه حلقه منتقدان فیلم نیویورک |
| سال                             | اثر نامزدشده                       | دسته                            | نتیجه                           | منبع                            |
| ------------------------------- | ---------------------------------- | ------------------------------- | ------------------------------- | ------------------------------- |
| ۲۰۱۱                            | پناه بگیر / درخت زندگی / خدمتکاران | بهترین بازیگر نقش مکمل زن       | برنده                           | [ ۱۱۳ ]                         |
| ۲۰۱۲                            | سی دقیقه پس از نیمه‌شب              | بهترین بازیگر زن                | رتبه چهارم                      | [ ۱۱۴ ]                         |

### حلقه برخط منتقدان فیلم نیویورک
| جوایز برخط حلقه منتقدان فیلم نیویورک | جوایز برخط حلقه منتقدان فیلم نیویورک                                     | جوایز برخط حلقه منتقدان فیلم نیویورک | جوایز برخط حلقه منتقدان فیلم نیویورک | جوایز برخط حلقه منتقدان فیلم نیویورک |
| سال                                  | اثر نامزدشده                                                             | دسته                                 | نتیجه                                | منبع                                 |
| ------------------------------------ | ------------------------------------------------------------------------ | ------------------------------------ | ------------------------------------ | ------------------------------------ |
| ۲۰۱۱                                 | پناه بگیر / درخت زندگی / خدمتکاران / بدهی / کوریولانوس / قتلگاه‌های تگزاس | دستیابی به موفقیت در اجرا            | برنده                                | [ ۱۱۵ ]                              |

### انجمن منتقدان فیلم برخط
| جایزه انجمن منتقدان فیلم برخط | جایزه انجمن منتقدان فیلم برخط | جایزه انجمن منتقدان فیلم برخط    | جایزه انجمن منتقدان فیلم برخط | جایزه انجمن منتقدان فیلم برخط |
| سال                           | اثر نامزدشده                  | دسته                             | نتیجه                         | منبع                          |
| ----------------------------- | ----------------------------- | -------------------------------- | ----------------------------- | ----------------------------- |
| ۲۰۱۱                          | درخت زندگی                    | بهترین بازیگر نقش مکمل زن        | برنده                         | [ ۱۱۶ ]                       |
| ۲۰۱۱                          | درخت زندگی / خدمتکاران / بدهی | بهترین دستیابی به موفقیت در اجرا | برنده                         | [ ۱۱۶ ]                       |
| ۲۰۱۲                          | سی دقیقه پس از نیمه‌شب         | بهترین بازیگر زن                 | برنده                         | [ ۱۱۷ ]                       |
| ۲۰۱۴                          | یک سال بسیار خشن              | بهترین بازیگر نقش مکمل زن        | نامزدشده                      | [ ۱۱۸ ]                       |

### انجمن منتقدان فیلم سن دیگو
| جایزه انجمن منتقدان فیلم سن دیگو | جایزه انجمن منتقدان فیلم سن دیگو | جایزه انجمن منتقدان فیلم سن دیگو | جایزه انجمن منتقدان فیلم سن دیگو | جایزه انجمن منتقدان فیلم سن دیگو |
| سال                              | اثر نامزدشده                     | دسته                             | نتیجه                            | منبع                             |
| -------------------------------- | -------------------------------- | -------------------------------- | -------------------------------- | -------------------------------- |
| ۲۰۱۱                             | —                                | بدنهٔ کاری                        | برنده                            | [ ۱۱۹ ]                          |
| ۲۰۱۱                             | خدمتکاران                        | بهترین بازیگر نقش مکمل زن        | نامزدشده                         | [ ۱۲۰ ]                          |
| ۲۰۱۱                             | خدمتکاران                        | بهترین گروه بازیگران             | نامزدشده                         | [ ۱۲۰ ]                          |
| ۲۰۱۲                             | سی دقیقه پس از نیمه‌شب            | بهترین بازیگر زن                 | نامزدشده                         | [ ۱۲۱ ]                          |

### حلقه منتقدان فیلم سان فرانسیسکو
| جایزه حلقه منتقدان فیلم سان فرانسیسکو | جایزه حلقه منتقدان فیلم سان فرانسیسکو | جایزه حلقه منتقدان فیلم سان فرانسیسکو | جایزه حلقه منتقدان فیلم سان فرانسیسکو | جایزه حلقه منتقدان فیلم سان فرانسیسکو |
| سال                                   | اثر نامزدشده                          | دسته                                  | نتیجه                                 | منبع                                  |
| ------------------------------------- | ------------------------------------- | ------------------------------------- | ------------------------------------- | ------------------------------------- |
| ۲۰۱۴                                  | یک سال بسیار خشن                      | بهترین بازیگر نقش مکمل زن             | نامزدشده                              | [ ۱۲۲ ]                               |

### انجمن منتقدان فیلم سنت لوئیس
| جایزه انجمن منتقدان فیلم سنت لوئیس | جایزه انجمن منتقدان فیلم سنت لوئیس | جایزه انجمن منتقدان فیلم سنت لوئیس | جایزه انجمن منتقدان فیلم سنت لوئیس | جایزه انجمن منتقدان فیلم سنت لوئیس |
| سال                                | اثر نامزدشده                       | دسته                               | نتیجه                              | منبع                               |
| ---------------------------------- | ---------------------------------- | ---------------------------------- | ---------------------------------- | ---------------------------------- |
| ۲۰۱۱                               | درخت زندگی                         | بهترین بازیگر نقش مکمل زن          | نامزدشده                           | [ ۱۲۳ ]                            |
| ۲۰۱۲                               | سی دقیقه پس از نیمه‌شب              | بهترین بازیگر زن                   | برنده                              | [ ۱۲۴ ]                            |
| ۲۰۱۴                               | یک سال بسیار خشن                   | بهترین بازیگر نقش مکمل زن          | نامزدشده                           | [ ۱۲۵ ]                            |

### انجمن منتقدان فیلم تورنتو
| جایزه انجمن منتقدان فیلم تورنتو | جایزه انجمن منتقدان فیلم تورنتو | جایزه انجمن منتقدان فیلم تورنتو | جایزه انجمن منتقدان فیلم تورنتو | جایزه انجمن منتقدان فیلم تورنتو |
| سال                             | اثر نامزدشده                    | دسته                            | نتیجه                           | منبع                            |
| ------------------------------- | ------------------------------- | ------------------------------- | ------------------------------- | ------------------------------- |
| ۲۰۱۱                            | پناه بگیر                       | بهترین بازیگر نقش مکمل زن       | برنده                           | [ ۱۲۶ ]                         |
| ۲۰۱۱                            | درخت زندگی                      | بهترین بازیگر نقش مکمل زن       | نامزدشده                        | [ ۱۲۶ ]                         |
| ۲۰۱۲                            | سی دقیقه پس از نیمه‌شب           | بهترین بازیگر زن                | رتبه دوم                        | [ ۱۲۶ ]                         |

### حلقه منتقدان فیلم ونکوور
| حلقه منتقدان فیلم ونکوور | حلقه منتقدان فیلم ونکوور           | حلقه منتقدان فیلم ونکوور  | حلقه منتقدان فیلم ونکوور | حلقه منتقدان فیلم ونکوور |
| سال                      | اثر نامزدشده                       | دسته                      | نتیجه                    | منبع                     |
| ------------------------ | ---------------------------------- | ------------------------- | ------------------------ | ------------------------ |
| ۲۰۱۲                     | پناه بگیر / درخت زندگی / خدمتکاران | بهترین بازیگر نقش مکمل زن | برنده                    | [ ۱۲۷ ]                  |
| ۲۰۱۳                     | سی دقیقه پس از نیمه‌شب              | بهترین بازیگر زن          | برنده                    | [ ۱۲۸ ]                  |
| ۲۰۱۴                     | یک سال بسیار خشن                   | بهترین بازیگر نقش مکمل زن | نامزدشده                 | [ ۱۲۹ ]                  |

### انجمن منتقدان فیلم منطقه واشینگتن، دی. سی
| جایزه انجمن منتقدان فیلم منطقه واشینگتن، دی.سی. | جایزه انجمن منتقدان فیلم منطقه واشینگتن، دی.سی. | جایزه انجمن منتقدان فیلم منطقه واشینگتن، دی.سی. | جایزه انجمن منتقدان فیلم منطقه واشینگتن، دی.سی. | جایزه انجمن منتقدان فیلم منطقه واشینگتن، دی.سی. |
| سال                                             | اثر نامزدشده                                    | دسته                                            | نتیجه                                           | منبع                                            |
| ----------------------------------------------- | ----------------------------------------------- | ----------------------------------------------- | ----------------------------------------------- | ----------------------------------------------- |
| ۲۰۱۱                                            | خدمتکاران                                       | بهترین گروه بازیگران                            | نامزدشده                                        | [ ۱۳۰ ]                                         |
| ۲۰۱۲                                            | سی دقیقه پس از نیمه‌شب                           | بهترین بازیگر زن                                | برنده                                           | [ ۱۳۱ ]                                         |
| ۲۰۱۲                                            | سی دقیقه پس از نیمه‌شب                           | بهترین گروه بازیگران                            | نامزدشده                                        | [ ۱۳۱ ]                                         |
| ۲۰۱۴                                            | یک سال بسیار خشن                                | بهترین بازیگر نقش مکمل زن                       | نامزدشده                                        | [ ۱۳۲ ]                                         |

### حلقه زنان منتقد فیلم
| جایزه حلقه زنان منتقد فیلم | جایزه حلقه زنان منتقد فیلم | جایزه حلقه زنان منتقد فیلم              | جایزه حلقه زنان منتقد فیلم | جایزه حلقه زنان منتقد فیلم |
| سال                        | اثر نامزدشده               | دسته                                    | نتیجه                      | منبع                       |
| -------------------------- | -------------------------- | --------------------------------------- | -------------------------- | -------------------------- |
| ۲۰۱۱                       | خدمتکاران                  | بهترین گروه بازیگران زن                 | برنده                      | [ ۱۳۳ ]                    |
| ۲۰۱۱                       | خدمتکاران                  | بهترین بازیگر زن                        | نامزدشده                   | [ ۱۳۳ ]                    |
| ۲۰۱۱                       | بدهی                       | بهترین بازیگر زن                        | نامزدشده                   | [ ۱۳۳ ]                    |
| ۲۰۱۴                       | میان‌ستاره‌ای                | جایزه حق بازیگران زن برای نقش‌های مردانه | برنده                      | [ ۱۳۴ ]                    |
| ۲۰۱۷                       | همسر نگهبان باغ وحش        | جایزهٔ زنان نامرئی                       | نامزدشده                   | [ ۱۳۵ ]                    |